# HMS Artful (2014)
HMS Artful (S121) – brytyjski wielozadaniowy okręt podwodny z napędem jądrowym typu Astute, przyjęty do służby w Royal Navy 18 marca 2016 roku. 

## Projekt i budowa
Trzeci okręt typu Astute został zamówiony w stoczni BAE Systems Submarine Solutions 17 marca 1997 roku. Rozpoczęcie budowy miało miejsce 11 marca 2005 roku. Uroczystość nadania imienia okrętowi odbyła się 20 września 2013 roku. Wodowanie miało miejsce 17 maja 2014 roku, wejście do służby 18 marca 2016 roku .

## Dane taktyczno-techniczne

### Kadłub
Konstrukcja okrętu jest dwukadłubowa, gdzie kadłub sztywny (ciśnieniowy) ma średnicę 10,7 m. Kadłub wykonano ze stali o podwyższonej plastyczności NQ-1 i 100 HLES o grubości do 177,8 mm. Szacuje się, że dzięki zastosowanym materiałom, okręt może zanurzyć się na bezpieczną głębokość ok. 600 metrów. Przy budowie okrętu priorytetem było jego jak największe wyciszenie, dlatego  wszystkie urządzenia siłowni umieszczono w specjalnych kontenerach zamocowanych na antywibracyjnych fundamentach. Dodatkowo udoskonalono system chłodzenia reaktora, gdzie zastosowano naturalną cyrkulację wody, a pompy włączane są jedynie przy poruszaniu się z dużą prędkością. 
Kadłub okrętu na zewnątrz pokryty jest powłoką anechoiczną trzeciej generacji wykonaną z płytek sztucznego kauczuku, służącą do pochłaniania i rozpraszania impulsów dźwiękowych sonarów aktywnych.
Średnica kadłuba jest większa niż na wcześniejszych okrętach podwodnych typu Trafalgar, dzięki czemu udało się zwiększyć zapas przewożonego uzbrojenia o 50 %. Dzięki większej ilości miejsca poprawie uległy także warunki bytowe załogi i np. każdy marynarz otrzymał swoją koję. Napęd powierzchni sterowych zamontowano poza kadłubem sztywnym, dzięki czemu zwiększono ogólną wytrzymałość kadłuba.

### Napęd
Głównym elementem systemu napędowego jest reaktor wodny, ciśnieniowy drugiej generacji PWR-2 wyprodukowany przez firmę Rolls-Royce. Paliwem jest wzbogacony tlenek uranu, lub jego mieszanka z tlenkiem plutonu. Żywotność rdzenia reaktora określono na 25 do 30 lat. Reaktor produkuje gorącą wodę pod dużym ciśnieniem, która kierowana jest do wytwornicy pary, gdzie oddaje ciepło wodzie pod niższym ciśnieniem, która zamienia się w parę suchą nasyconą. Para trafia następnie do zespołu dwóch turbin parowych GEC Alstom o łącznej mocy 30 000 kW (40 231 KM). Turbiny poprzez przekładnię redukcyjną napędzają jeden krótki wał zakończony pędnikiem wodnoodrzutowym (pump-jet).

## Służba
Pierwszą misją okrętu po wejściu do służby było wejście w skład Brytyjskiej lotniskowcowej grupy uderzeniowej 21 (en United Kingdom Carrier Strike Group 21) w maju 2021 roku, która operowała w rejonie Dalekiego Wschodu. Okręt w ramach tej grupy okrętów działał przez 7,5 miesiąca .